# Lugos magyar irodalmi élete
Lugos magyar irodalmi élete (kezdetektől 1989-ig) A város már az 1333. évi pápai tizedjegyzékben szerepel; magyar írásbelisége a 16. századig vezethető vissza. E század derekán már jelentős, a románok körében is hódító református gyülekezetei vannak, s a kálvinizmus térnyerése nyomán több magyar nyelvű oklevél maradt innen az utókorra. Fejlődését az 1658-as török hódítás megakasztja, a magyarság nagyrészt elmenekül az erdélyi városokba, főleg Tordára, befogadásukról az 1660. évi erdélyi országgyűlés határoz. Lugos művelődési életről újra csak a 18. század derekától lehet beszélni, számottevő magyar kulturális eredményeket pedig csak a kiegyezést követő korszak hozott.

## 1919 előtt
1852-ben alakult meg a Lugosi Magyar Dal- és Zeneegylet, ez megszakítás nélkül 1948-ig működött, amikor is a Ion Vidu Kórusba olvasztották be. 1879-ben indult a Krassó-Szörényi Lapok, amely szintén átvészelte az 1919-es hatalomváltozást, s 1939-ig jelent meg folyamatosan. 1919 előtt jelentős szellemi erőket tömörített a neves lugosi Állami Főgimnázium. Tanárai között volt Iványi István, a mindmáig alapvetőnek tekinthető Lugos rendezett tanácsú város története c. munka (Szabadka, 1907) szerzője, nemkülönben Turchányi Tihamér, aki három történelmi munkát is megjelentetett Lugoson, köztük a Krassó-Szörény vármegye története (1905) c. monográfiát. Itt tanított Putnoky Miklós, akinek irodalmi munkássága – Mihai Eminescu-fordításai, magyar-román és román-magyar szótára, Carmen Sylva életéről és műveiről írt könyve (1910) – úttörő a magyar-román szellemi kapcsolatok építésében. Itt volt tanár és tanfelügyelő Dengi János költő, irodalomtörténész, verstani kézikönyvek szerzője. Kitűnő tükre e korszaknak Szántó György Csőd c. regénye, amely a Lugoson nevelkedett író ifjúkori élményeit idézi fel. A népszerű Fráter Lóránd Lugoson írta Tele van a város akácfavirággal és Száz szál gyertya c. közismert dalát.

## A két világháború közt
Bár 1919 után a magyar értelmiség jelentős része elhagyta a várost, a kiadói tevékenység nem szűnt meg; magyar nyelvű könyveket 1918-1940 között, szám szerint 131-et, kiadványokat továbbra is nyomtattak a Wencely-Virányi-, Husvéth és Hoffer-, Szidon- és Auspitz-féle nyomdában. A lapkiadásban kiemelkedő időszak kezdődött azáltal, hogy az Országos Magyar Párt (OMP) erős tagozata alakult meg Jakabffy Elemér vezetésével, aki hosszú időn át a párt országos alelnöke is. Ő szerkeszti a Magyar Kisebbség c. "nemzetpolitikai szemlét", amely 1922-től 1942-ig folyamatosan a kisebbségtudomány, nemzetiségi politikaelmélet s nemzetközi jog jelentős orgánuma volt. Mellette számos más kisebbségpolitikai vonatkozású munka is megjelent, így Jakabffy tollából az Erdély statisztikája (Lugos, 1923), a Glasul Minorităților mint időszaki kiadvány vagy Willer József parlamenti beszédeinek gyűjteménye.
A Krassó-Szörényi Lapok a két világháború között szintén az OMP szócsöve volt. Általában hetente kétszer jelent meg, s vezércikk gyanánt tartalmas politikai elemzéseket közölt Jakabffy, Willer József, a Mihai Eminescu-fordító nagyszebeni Szőcs Géza, Sulyok István s az 1926-tól a betiltásáig felelős szerkesztőként szereplő Arató Andor tollából. Itt a Krassó-Szörényi lapokban publikálta cikkeit, tudósításait, helytörténeti írásait Schwager József költő és helytörténész.
Jelentős mértékben Lugoshoz kötődik Szombati Szabó István református lelkipásztor irodalmi pályája. Itt jelenteti meg A vallási kisebbségek Erdélyben c. angolból fordított művet (1925). Az 1920-1930-as években több művelődéstörténeti jellegű írását adta ki Márki Ferenc nőrincsei plébános. A 2. világháború éveiben a magyar nyelvű szellemi élet a Dal- és Zeneegylet tevékenységére korlátozódott, de a közlési lehetőségek megőrzésére irányuló kísérletek közül honismereti értékeinél fogva jelentős lett a Délerdélyi és Bánsági Tudományos Füzetek sorozatának megjelentetése.

## 1944 után
Az 1944-es fordulat után pár évig önálló magyar középiskola és tanítóképző működött Lugoson. Megszűnésük visszaesést jelentett a magyar művelődési életben, s ehhez még az is hozzájárult, hogy a száz éven át volt megyeszékhely, a tartományok létrehozásával vidéki kisvárossá minősült vissza. Napjainkban az irodalmi törekvéseket az 1972-ben megalakult József Attila Irodalmi Kör támogatja. Kezdetben Berinde György tanár vezette, majd Fülöp Lídia írónő, a Dolgozó Nő munkatársa (Begaparti kavicsok címen gyermekélményeit, Tenyérnyi napfény címen marokkói útijegyzeteit közölte). Az 1980-as évek elejétől a Bakk Miklós szervezte szabadegyetemi előadásokra is e kör keretén belül került sor. A kör tagjai írásaikkal a temesvári Szabad Szó, valamint a Lépcsők c. antológiák hasábjain jelentkeznek. Az irodalmi érdeklődés ébrentartásában jelentős szerepet játszott a Lugosi Népszínház 1969-ben megalakult magyar tagozata is, amely Petőfi-, Arany- és Ady-emlékműsorokat is bemutatott; a hazai magyar drámaírók közül Méhes György, Tomcsa Sándor, Sütő András, Lőrinczi László, Fülöp Miklós, Márton János és Rappert Károly műveit vitte színre.
A város magyar szellemi színfoltja, hogy a Kirjat Széfer lugosi zsidó kiadó 1935-ben Szécsi Ferenc fordításában itt jelentette meg Albert Einstein: Hogyan látom a világot c. munkáját.